# Berzelius (cráter)

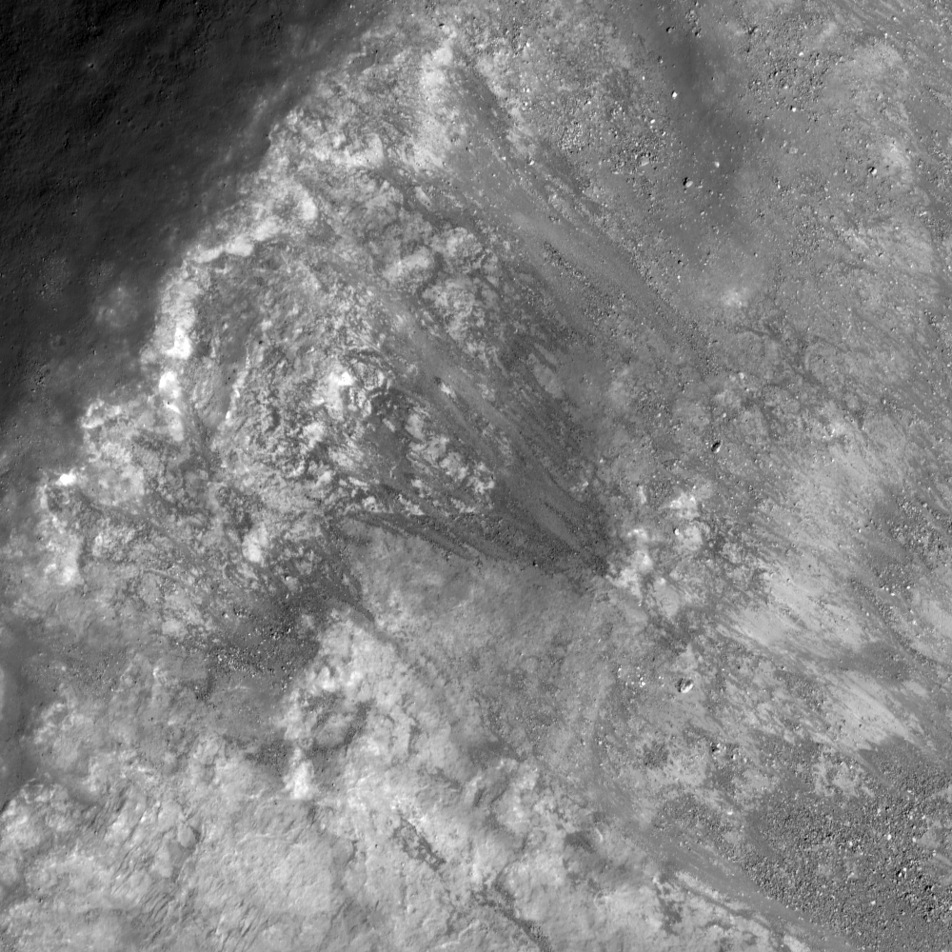
Fotografía de la misión Lunar Reconnaissance Orbiter

Berzelius es un cráter de impacto situado en la parte noreste de la cara visible de la Luna, localizado al sureste del cráter Franklin, y al noroeste de Geminus.

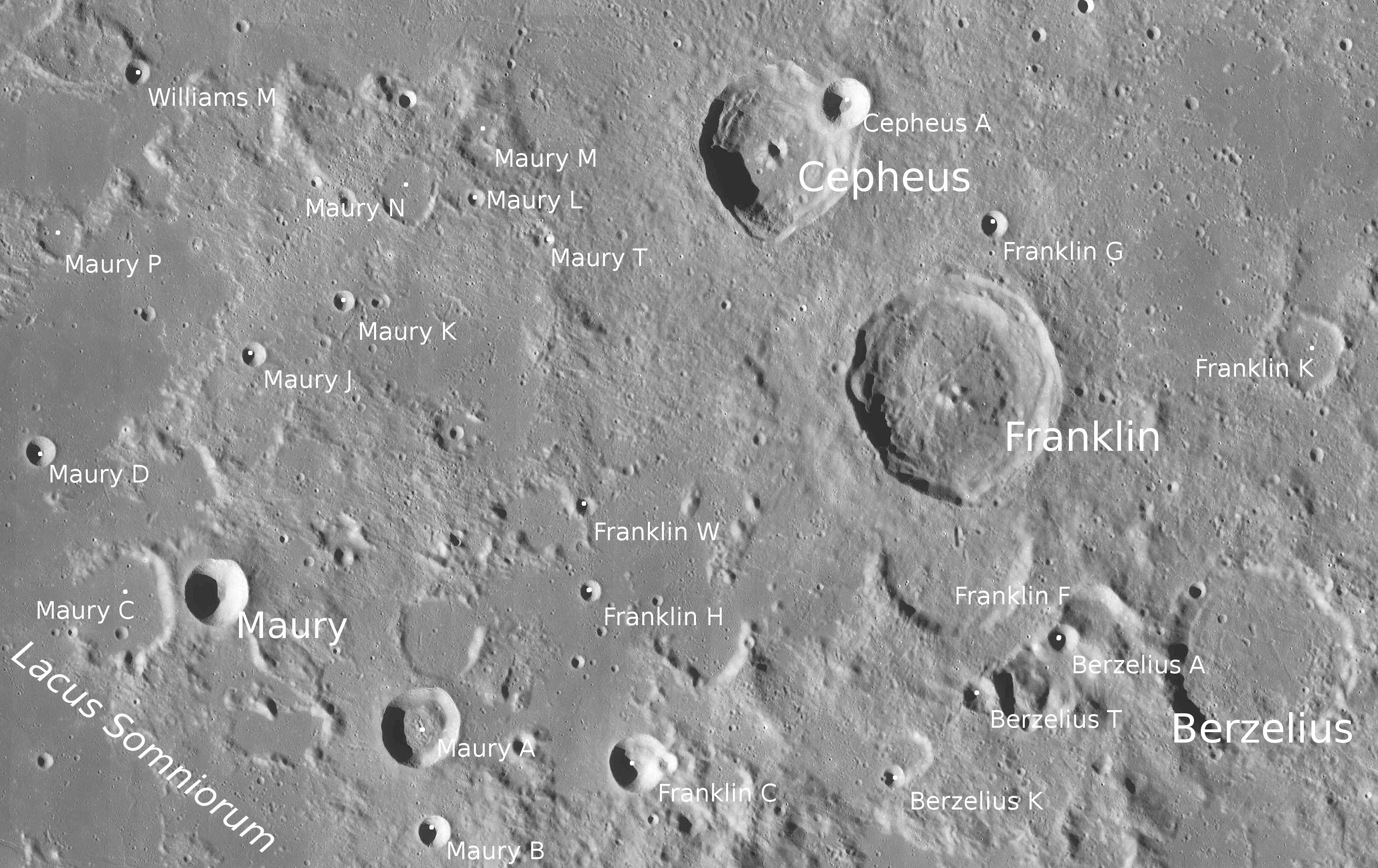
Fotografía de la misión Lunar Reconnaissance Orbiter

Berzelius es una formación baja y erosionada, con un fondo bastante llano y un pequeño borde en forma de cresta. Hay varios cráteres pequeños a lo largo del perímetro, y la pared casi ha desaparecido en el lado sur, que consiste en poco más que una cresta ancha y baja. La plataforma interior está marcada por unos diminutos cráteres.

## Cráteres satélite
Por convención estos elementos son identificados en los mapas lunares poniendo la letra en el lado del punto medio del cráter que está más cerca de Berzelius.
|           | \| Berzelius \| Coordenadas \| Diámetro \| \| --------- \| ------------------------------ \| -------- \| \| A \| 36°44′N 48°52′E / 36.74, 48.87 \| 8 km \| \| B \| 32°19′N 43°06′E / 32.31, 43.10 \| 25 km \| \| F \| 32°51′N 46°01′E / 32.85, 46.02 \| 11 km \| \| K \| 35°34′N 47°02′E / 35.57, 47.03 \| 6 km \| \| T \| 36°15′N 47°58′E / 36.25, 47.96 \| 9 km \| \| W \| 38°08′N 53°06′E / 38.14, 53.10 \| 7 km \| |          |
| Berzelius | Coordenadas | Diámetro |
| A         | 36°44′N 48°52′E / 36.74, 48.87 | 8 km     |
| B         | 32°19′N 43°06′E / 32.31, 43.10 | 25 km    |
| F         | 32°51′N 46°01′E / 32.85, 46.02 | 11 km    |
| K         | 35°34′N 47°02′E / 35.57, 47.03 | 6 km     |
| T         | 36°15′N 47°58′E / 36.25, 47.96 | 9 km     |
| W         | 38°08′N 53°06′E / 38.14, 53.10 | 7 km     |